# Cal Madow
Cal Madow (cũng gọi là Al Madow, Al Medu, Calmadow hoặc Al Mado) (tiếng Somalia: Buuraha Calmadow, tiếng Ả Rập: علمدو) là một dãy núi ở bang phía tây Puntland ở Somalia, kéo dài về phía đông của Somalia, Somalia. Nó kéo dài dọc theo một khu vực phía tây Bosaso phía tây bắc của Erigavo. Hội nghị thượng đỉnh của nó là gần 2.500 m ở Shimbiris, phía tây bắc Erigavo. Cal Madow là một điểm đến du lịch vào cuối những năm 1980. Dân số địa phương của Sanaag chủ yếu chịu trách nhiệm bảo tồn môi trường, tiếp tục phải đối mặt với nguy cơ mất rừng.

## Sinh thái

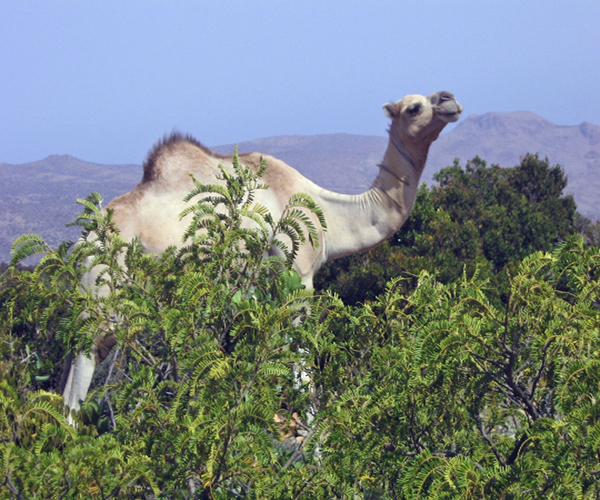
Một con lạc đà ở khu vực nhiều cây của Cal Madow.

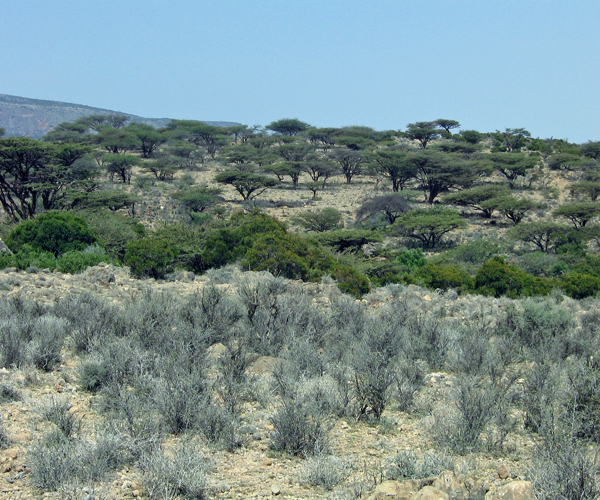
Hệ thực vật độc đáo của Cal Madow.

Rừng núi dày đặc nằm ở độ cao từ 700 đến 800 m trên mực nước biển, và có lượng mưa trung bình hàng năm là 750–850 mm. Ngoài lượng mưa, Cal Madow nhận thêm lượng mưa dưới dạng sương mù và mưa mùa đông, duy trì các khu rừng biệt lập juniperus, buxus v.v. Sương mù cũng có tầm quan trọng trong việc phân phối cây bách xù ( ngỗng ), một trong những loài người dân địa phương sử dụng làm gỗ. Đối với sản xuất gỗ, các cột buxus (dhoqos), buxus và celtis (boodaar) được cắt từ cây sống trong rừng thường xanh. Việc phát hiện ceratonia, oải hương và nhiều loài thực vật khác đã nhấn mạnh nhiều liên kết của vùng cao nguyên Cal Madow với vùng Địa Trung Hải. Thác Lamadaya là một trong những phong cảnh đẹp nhất trong Cal Madow.
Mặc dù những thay đổi hiện tại về sử dụng đất, Cal Madow có trữ lượng khoáng sản chưa khai thác có giá trị quốc tế và môi trường sống tự nhiên độc đáo. Nó được coi là một khu vực quan trọng cho thăm dò dầu, và có một dầu hệ thống giống hệt nhau và trước đây tiếp giáp với những người trong Cộng hòa Yemen. Về hệ thực vật, Cal Madow có khoảng 1.000 loài thực vật, 200 trong số đó chỉ được tìm thấy trên dãy núi này.
Cal Madow và các khu vực lân cận cũng có hệ động vật phong phú hơn nhiều khu vực khác của Sừng châu Phi, và chứa một số loài động vật đặc hữu hiếm nhất và địa phương nhất của Somalia. Ở đây, Warsangli linnet (Carduelis johannis), acanthus olivae và có thể quan sát grosbeak có cánh vàng, như các linh dương như linh dương Beira (dorcatragus megalotis), và các phân loài khác của linh dương gazelle.